# Eksenatid
Eksenatid (INN, Byetta, Bydureon) agonist je glukagonu sličnog peptida-1 (GLP-1 agonist). On pripada grupi mimetika inkretina. Ovaj lek je odobren aprila 2005. za lečenje dijabetes melitusa tipa 2.

## Literatura
- Hardman JG, Limbird LE, Gilman AG (2001). Goodman & Gilman's The Pharmacological Basis of Therapeutics (10. изд.). New York: McGraw-Hill. ISBN 0071354697. doi:10.1036/0071422803.
- Thomas L. Lemke; David A. Williams, ур. (2007). Foye's Principles of Medicinal Chemistry (6. изд.). Baltimore: Lippincott Willams & Wilkins. ISBN 0781768799.

## Spoljašnje veze
|  | Molimo Vas, obratite pažnju na važno upozorenje u vezi sa temama iz oblasti medicine (zdravlja). |